# Stanislav Kalesnik
Stanislav Vikent'evič Kalesnik (San Pietroburgo, 10 gennaio 1901 – Leningrado, 13 settembre 1977) è stato un fisico, geografo e glaciologo sovietico.